# 塞爾瓦 (聖地亞哥-德爾埃斯特羅省)

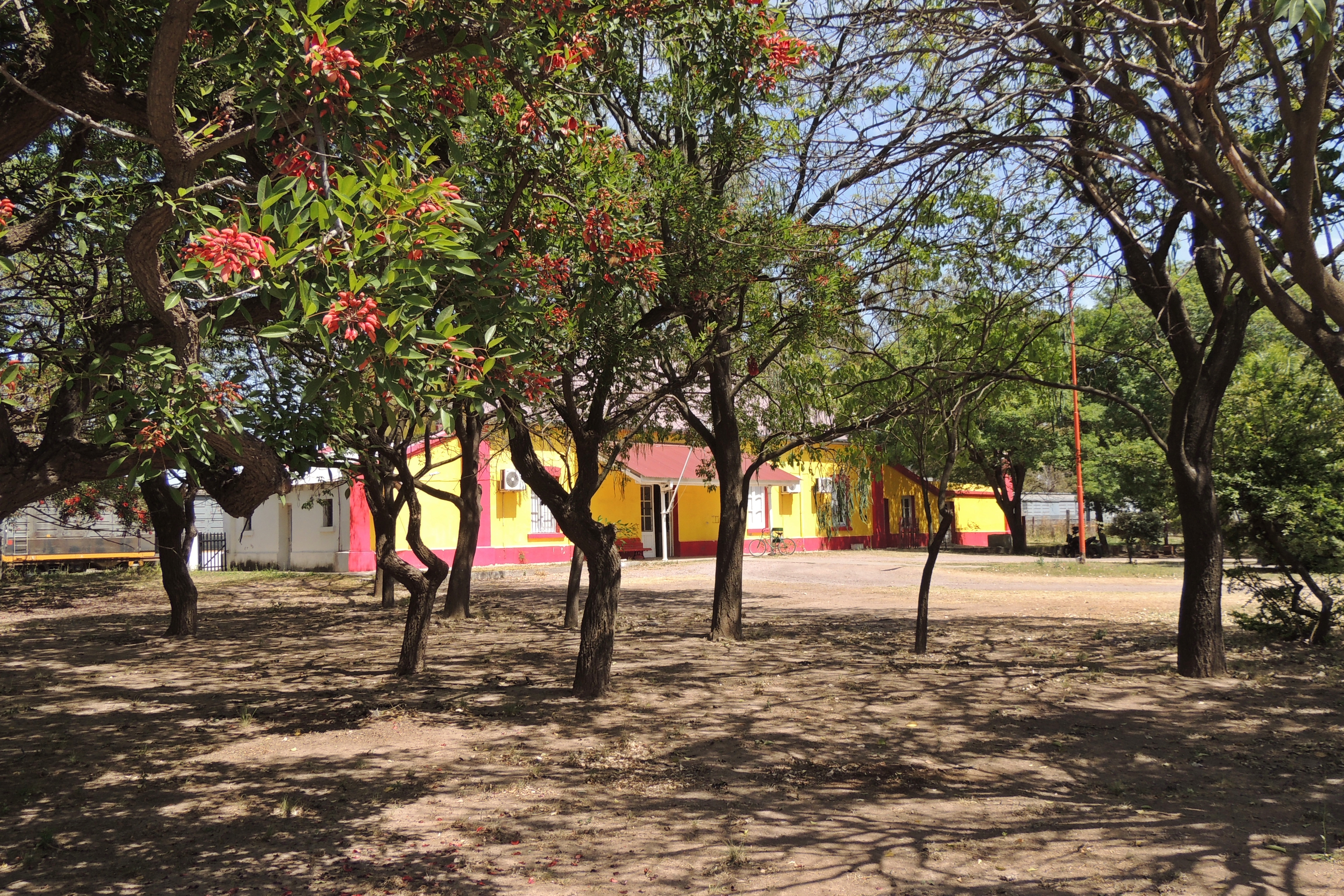
塞爾瓦

塞爾瓦（西班牙語：Selva），是阿根廷的城鎮，位於該國北部聖地亞哥-德爾埃斯特羅省，是里瓦達維亞縣的首府，距離聖地亞哥-德爾埃斯特羅337公里，始建於1892年7月1日，海拔高度83米，2001年人口2,543。